# Danh sách siêu tân tinh
Danh sách siêu tân tinh sau đây bao gồm các vụ nổ sao siêu mới chủ yếu đã được quan sát và ghi nhận, được đặt tên và công nhận rộng rãi, đã được ít nhất một tờ báo khoa học có uy tín nhắc tới.
| Năm  | Tổng số | Loại I | Loại II | LBV | Sáng hơn csbk 13 | Csbk sáng nhất trong các siêu tân tinh xuất hiện năm đó |
| ---- | ------- | ------ | ------- | --- | ---------------- | ------------------------------------------------------- |
| 2022 | 19336   | 1717   | 381     | 5   | 3                | 12.3 (2022hrs trong thiên hà NGC 4647)                  |
| 2021 | 21072   | 1824   | 458     | 5   | 9                | 12.0 (2021aefx trong thiên hà NGC 1566)                 |
| 2020 | 17300   | 1624   | 440     | 7   | 5                | 11.8 (2020ue trong thiên hà NGC 4636)                   |
| 2019 | 16154   | 1621   | 471     | 9   | 1                | 13.0 (2019np trong thiên hà NGC 3254)                   |
| 2018 | 7959    | 1188   | 324     | 6   | 3                | 12.7 (2018pv trong thiên hà NGC 3941)                   |
| 2017 | 7809    | 739    | 214     | 4   | 3                | 11.5 (2017cbv trong thiên hà NGC 5643)                  |
| 2016 | 7305    | 672    | 224     | 3   | 0                | 13.0 (2016coj trong thiên hà NGC 4125)                  |
| 2015 | 3519    | 699    | 210     | 4   | 2                | 12.9 (2015F trong thiên hà NGC 2442)                    |
| 2014 | 2018    | 435    | 174     | 2   | 2                | 10.1 (2014J trong thiên hà Messier 82)                  |
| 2013 | 1552    | 494    | 189     | 7   | 6                | 11.3 (2013aa trong thiên hà NGC 5643)                   |
| 2012 | 1061    | 549    | 150     | 9   | 4                | 11.9 (2012fr trong thiên hà NGC 1365)                   |
| 2011 | 909     | 437    | 161     | 10  | 7                | 9.9 (2011fe trong thiên hà Messier 101)                 |
| 2010 | 590     | 280    | 132     | 6   | 2                | 12.8 (2010ih trong thiên hà NGC 2325)                   |
| 2009 | 599     | 203    | 133     | 1   | 0                | 13.0 (2009ig trong thiên hà NGC 1015)                   |
| 2008 | 507     | 251    | 142     | 1   | 3                | 12.4 (2008ge trong thiên hà NGC 1527)                   |
| 2007 | 605     | 442    | 130     | 1   | 3                | 12.0 (2007it trong thiên hà NGC 5530)                   |
| 2006 | 557     | 418    | 124     | 2   | 3                | 12.1 (2006dd trong thiên hà NGC 1316)                   |
| 2005 | 384     | 273    | 94      | 1   | 2                | 12.3 (2005df trong thiên hà NGC 1559)                   |
| 2004 | 343     | 221    | 79      | 0   | 2                | 11.2 (2004dj trong thiên hà NGC 2403)                   |
| 2003 | 375     | 198    | 89      | 1   | 1                | 12.3 (2003hv trong thiên hà NGC 1201)                   |
| 2002 | 352     | 163    | 64      | 0   | 1                | 12.3 (2002ap trong thiên hà Messier 74)                 |
| 2001 | 308     | 108    | 75      | 0   | 2                | 12.3 (2001e1 trong thiên hà NGC 1448)                   |
| 2000 | 196     | 76     | 49      | 1   | 0                | 13.1 (2000cx trong thiên hà NGC 528)                    |

## Danh sách
| Định danh STT (năm)  | Vị trí biểu kiến (chòm sao) | Cấp sao biểu kiến                            | Khoảng cách (năm ánh sáng) | Thể loại         | Ghi chú | Hình (vụ nổ hoặc tàn tích)                                                                      |
| -------------------- | --------------------------- | -------------------------------------------- | -------------------------- | ---------------- | --- | ----------------------------------------------------------------------------------------------- |
| SN 185               | Centaurus (Cen)             | –8                                           | 4.000-10.000               | I                | Siêu tân tinh đầu tiên trên thế giới có tài liệu ghi chép lại. |                                                                                                 |
| SN 386               | Sagittarius (Sgr)           | +1,5                                         | >16.000                    |                  | Có lẽ chỉ là tân tinh chứ không phải siêu tân tinh |                                                                                                 |
| SN 393               | Scorpius (Sco)              | –0                                           | 34.000                     |                  | |                                                                                                 |
| SN 1006              | Lupus (Lup)                 | –7,5                                         | 7.200                      | I                | Vụ nổ sao siêu mới sáng nhất đã ghi nhận trong lịch sử quan sát thiên văn của loài người hiện tại. |                                                                                                 |
| SN 1054              | Taurus (Tau)                | –6                                           | 6.500                      | II               | Tàn tích là Crab Nebula với sao xung neutron ở trung tâm. |                                                                                                 |
| SN 1181              | Cassiopeia (Cas)            | 0                                            | 8.500/10.000               | I                | |                                                                                                 |
| SN 1572              | Cassiopeia                  | –4,0                                         | 8.000                      | I                | Tên kh́âc là tân tinh Tycho |                                                                                                 |
| SN 1604              | Ophiuchus (Oph)             | –3                                           | 14.000                     | I                | Tên khác là sao Kepler; siêu tân tinh có thể nhìn thấy xuất hiện gần đây nhất trong dải Ngân Hà |                                                                                                 |
| Cas A, ca. 1680      | Cassiopeia                  | +5                                           | 9.000                      |                  | Sự kiện vẫn chưa rõ ràng, tàn dư của Cas A, nguồn vô tuyến ngoài hệ mặt trời sáng nhất trên bầu trời. |                                                                                                 |
| G1.9+0.3, ca. 1868   | Sagittarius (Sgr)           | (ánh sáng nhìn thấy được đánh dấu bằng bụi ) | 25,000                     | Ia               | Gần trung tâm dải Ngân Hà, phát hiện sau khi sao chủ phát nổ vào năm 1985, xác định tuổi vào năm 2008. |                                                                                                 |
| SN 1885A             | Andromeda (And)             | +7                                           | 2.400.000                  | Ipec             | Siêu tân tinh quan sát được đầu tiên nằm ngoài dải Ngân hà; nằm trong Thiên hà Andromeda |                                                                                                 |
| SN 1895B             | Centaurus                   | +8.0                                         | 10,900,000                 | Ia               | |                                                                                                 |
| SN 1937C             | Canes Venatici (CVn)        | +8.4                                         | 13,000,000                 | Ia               | |                                                                                                 |
| SN 1939C             | Cepheus (Cep)               | +13                                          | 25,200,000                 | I                | |                                                                                                 |
| SN 1940B             | Coma Berenices (Com)        | +12,8                                        | 38.000.000                 | II-P             | Trong thiên hà NGC 4725; vật thể siêu tân tinh loại II đầu tiên được phát hiện . |                                                                                                 |
| SN 1961V             | Anh Tiên (Per)              | +12,5                                        | 30.000.000                 | II?              | NGC 1058 | Có thể là một siêu tân tinh giả.                                                                |
| SN 1972E             | Centaurus (Cen)             | +8,7                                         | 10.900.000                 | Ia               | Trong thiên hà NGC 5253; đã theo dõi hơn một năm; trở thành siêu tân tinh điển hình của loại Ia. |                                                                                                 |
| SN 1983N             | Hydra (Hya)                 | +11,8                                        | 15.000.000                 | Ib               | Trong thiên hà Messier 83; siêu tân tinh loại Ia đầu tiên có thể quan sát được. |                                                                                                 |
| SN 1986J             | Andromeda (And)             | +18,4                                        | 30.000.000                 | IIn              | Trong thiên hà NGC 891; phát sáng trong dải tần số vô tuyến. |                                                                                                 |
| SN 1987A             | Dorado (Dor)                | +2,9                                         | 160.000                    | IIpec            | Trong Đám mây Magellan Lớn; dòng bức xạ cực mạnh đến trái đất vào ngày 23 tháng 2 năm 1987, 7:35:35 UT. Siêu tân tinh đáng chú ý vì các bức ảnh lưu trữ về ngôi sao tiền thân và việc phát hiện siêu tân tinh neutrino. Siêu tân tinh xuất hiện gần đây nhất thuộc Nhóm địa phương. |                                                                                                 |
| SN 1993J             | Ursa Major (UMa)            | +10,8                                        | 11.000.000                 | IIb              | Nằm trong thiên hà M81; là siêu tân tinh sáng nhất Bắc Bán cầu kể từ năm 1954. |                                                                                                 |
| SN 1994D             | Virgo (Vir)                 | +15.2                                        | 50,000,000                 | Ia               | |                                                                                                 |
| SN 1998bw            | Telescopium                 | ?                                            | 140,000,000                | Ic               | Liên quan đến sự kiện GRB 980425, lần đầu tiên một vụ nổ siêu tân tinh được ghi nhận có mối liên kết với vụ nổ tia grama. |                                                                                                 |
| SN 1999eh            | Lynx                        | +18.3 +/- 0.3                                | 84,000,000                 | I                | Vụ nổ siêu tân tinh đầu tiên được ghi nhận tại thiên hà NGC 2770. |                                                                                                 |
| SN 2002bj            | Lupus                       | +14,7                                        | 160,000,000                | .Ia              | Vụ nổ siêu tân tinh trong hệ sao dạng AM Canum Venaticorum trong thiên hà NGC 1821. |                                                                                                 |
| SN 2003fg            | Boötes (Boö)                |                                              | 4.000.000.000              | Ia               | Nằm trong một thiên hà không xác định, còn được biến đến với tên gọi "Champagne supernova" |                                                                                                 |
| SN 2004dj            | Camelopardalis (Cam)        |                                              | 8,000,000                  | II-P             | Nằm trong thiên hà NGC 2403, một thành viên ngoại vi của nhóm thiên hà M81. |                                                                                                 |
| SN 2005ap            | Coma Berenices              |                                              | 4.700.000.000              | II               | Siêu tân tinh sáng nhất tính đến năm 2007. |                                                                                                 |
| SN 2005gj            | Cetus (Cet)                 |                                              | 865.000.000                | Ia/II-n          | Nằm ngoài dải Ngân Hà; đáng chú ý vì có các đặc điểm của cả siêu tân tinh loại Ia và loại IIn. |                                                                                                 |
| SN 2005gl            | Pisces (Psc)                | +16,5                                        | 200.000.000                | II-n             | Trong thiên hà NGC 266; sao có thể được tìm thấy trên hình ảnh lưu trữ cũ. |                                                                                                 |
| SN 2006gy            | Perseus (Per)               | +15                                          | 240.000.000                | IIn (*)          | Trọng thiên hà NGC 1260; siêu tân tinh lớn nhất cho đến nay; được quan sát bởi NASA. với cực đại kéo dài hơn 70 ngày có thể là một loại siêu tân tinh mới gây ra bởi một ngôi sao cực kỳ nặng với khối lượng xấp xỉ 150 lần khối lượng mặt trời |                                                                                                 |
| SN 2007bi            | Virgo                       | +18,3                                        | ?                          | Ic?              | Là siêu tân tinh cực kỳ sáng và kéo dài, là vật thể thiên văn tốt đầu tiên làm minh hoạ đối với mô hình siêu tân tinh không ổn định theo cặp được mặc định cho các ngôi sao có khối lượng ban đầu lớn hơn 140 lần khối lượng Mặt Trời (thậm chí tốt hơn SN 2006gy). Sao tiền thân ước tính có khối lượng bằng 200 lần Mặt Trời, tương tự như những ngôi sao đầu tiên của vũ trụ sơ khai. |                                                                                                 |
| SN 2007uy            | Lynx                        | +16.8                                        | 84,000,000                 | Ibc              | Bị lu mờ bởi SN 2008D. |                                                                                                 |
| SN 2008D             | Lynx                        |                                              | 88.000.000                 | Ibc              | Trong thiên hà NGC 2770; siêu tân tinh đầu tiên được quan sát thấy khi nó phát nổ.. |                                                                                                 |
| SN 2009gj            | Sculptor                    | 15,9                                         | 60.000.000                 | IIb              | Trong thiên hà NGC 134. |                                                                                                 |
| SN 2010cr            | Virgo                       |                                              | 297.000                    | ?                | Trong thiên hà NGC 5177. |                                                                                                 |
| SN 2010lt            | Camelopardalis (Cam)        | +17                                          | 240.000.000                | Ia (sao mờ sáng) | Trong thiên hà UGC 3378. Ghi nhận bởi một cô bé 10 tuổi người Canada, trở thành người trẻ nhất cho đến nay phát hiện ra 1 vụ nổ siêu tân tinh. |                                                                                                 |
| SN 2011dh            | Ursa Major                  | +12,5                                        | 23.000.000                 | IIp              | M51 | Có thể nhìn thấy bằng kính thiên văn cỡ trung bình (8 in) và xuất hiện ở một thiên hà gần cạnh. |
| SN 2011fe            | Ursa Major                  | +10,0                                        | 21.000.000                 | Ia               | M101 | Một trong số rất ít siêu tân tinh ngoài thiên hà có thể nhìn thấy bằng ống nhòm 50mm.           |
| SN 2014J             | Ursa Major                  | +10.5                                        | 11,500,000                 | Ia               | Siêu tân tinh gần nhất kể từ SN 2004dj trong NGC 2403. |                                                                                                 |
| ASASSN-15lh SN 2015L | Indus (Ind)                 | +16.9                                        | 3,800,000,000              | Ic               | Siêu tân tinh sáng nhất từng được quan sát. |                                                                                                 |
| IPTF14hls            | Ursa Major                  | +17.7                                        | 509,000,000                | ?                | Nằm trong thiên h̀S DSS J092034.44+504148.7 (khả năng là thiên hà lùn). |                                                                                                 |
| SN 2016aps           | Draco (Dra)                 | +18.11                                       | 3,600,000,000              | SLSB-II          | Sự kiện giống như siêu tân tinh phát sáng nhất cho đến nay |                                                                                                 |
| SN 2018zd            | Camelopardalis              | +17.8                                        | 70,000,000                 | Ia-csm           | Siêu tân tinh bắt electron đầu tiên từ trước đến nay. |                                                                                                 |
| SN 2019hgp           | Boötes (Boo)                | +20.16                                       | 920,000,000                | ?                | Siêu tân tinh đầu tiên được phát hiện của một ngôi sao Wolf-Rayet. |                                                                                                 |
| SN 2020fqv           | Virgo                       | +19.0                                        | 59,400,000                 | IIb              | Trọng thiên hà NGC 1260; siêu tân tinh lớn nhất cho đến nay; được quan sát bởi NASA. với thời gian cực đại hơn 70 ngày có thể là một loại mới, gây ra bởi một ngôi sao cực kỳ nặng với khối lượng xấp xỉ 150 lần khối lượng mặt trời |                                                                                                 |
| SN 2020tlf           | Boötes                      | +15.89                                       | 120,000,000                | IIn              | Vật thể siêu khổng lồ đỏ đầu tiên được quan sát trước, trong và sau vụ nổ; quan sát được biết đến sớm nhất vào 130 ngày trước vụ nổ. |                                                                                                 |
| SN 2023ixf           | Ursa Major                  | +10.8                                        | 21,000,000                 | II-L             | Siêu tân tinh gần và sáng nhất kể từ SN 2014J |                                                                                                 |